# Thomas Watters Brown
Thomas Watters Brown (17 mars 1879 - 7 octobre 1944) , est un avocat et homme politique irlandais.

## Biographie
Thomas Watters Brown est né à The Square à Newtownards, dans le comté de Down, le 17 mars 1879 et est le fils de James A. Brown, un drapier de laine, et de Mary Anne Watters.
Il fait ses études au Campbell College, à Belfast et à l'Université Queen's de Belfast. Il est admis au barreau en 1907 et devient conseiller du roi en 1918.
Il est élu député de North Down en 1918 et est nommé solliciteur général pour l'Irlande en juin 1921. Le 5 août de la même année, il est promu procureur général d'Irlande. Il est le dernier titulaire des deux fonctions . Il démissionne de son poste de procureur général d'Irlande en décembre 1921 et est juge à la Haute Cour de justice d'Irlande du Nord de 1922 jusqu'à sa mort . Il est nommé au Conseil privé d'Irlande du Nord en décembre 1922.